# Campionat del Món de Trial 1992
La temporada de 1992 del Campionat del Món de trial fou la 18a edició d'aquest campionat, organitzat per la FIM. El calendari oficial constava de 12 proves puntuables, celebrades entre el 29 de març i el 5 de setembre.
Tommi Ahvala esdevingué el segon finlandès a guanyar el campionat del món després d'Yrjö Vesterinen i el primer i únic a guanyar-lo amb una Aprilia. Ahvala va obtenir tres victòries durant la temporada, les mateixes que Diego Bosis i una menys que el campió vigent, Jordi Tarrés. La major regularitat del finlandès, que va obtenir set segons llocs i un de tercer contra un sol segon lloc i tres tercers del català, el va permetre superar Tarrés per 9 punts de diferència. Tommi Ahvala no va tornar a guanyar el campionat, però sí que va tornar a ser campió del món l'any següent, 1993, en guanyar la primera edició del nou Campionat del Món de Trial indoor.
El segon millor català aquell 1992 va ser un jove Marc Colomer, amb Montesa, que fou cinquè en tot just la seva segona temporada al mundial, a encara no divuit anys.

## Sistema de puntuació
Barem de puntuació a partir de 1984:
| Posició | 1  | 2  | 3  | 4  | 5  | 6  | 7 | 8 | 9 | 10 | 11 | 12 | 13 | 14 | 15 |
| Punts   | 20 | 17 | 15 | 13 | 11 | 10 | 9 | 8 | 7 | 6  | 5  | 4  | 3  | 2  | 1  |

## Calendari
Per primera vegada a la història del campionat, se'n celebrava una prova a Andorra, cocretament, a La Rabassa, prop de Juberri, a la parròquia de Sant Julià de Lòria.
| Ronda | Data          | Prova          | Lloc          | Guanyador    |
| ----- | ------------- | -------------- | ------------- | ------------ |
| 1     | 29 de març    | Espanya        | Berga         | Tommi Ahvala |
| 2     | 5 d'abril     | Bèlgica        | Bilstain      | Diego Bosis  |
| 3     | 19 d'abril    | Gran Bretanya  | Fort William  | Diego Bosis  |
| 4     | 26 d'abril    | Irlanda        | Powercourt    | Jordi Tarrés |
| 5     | 17 de maig    | França         | Eymoutiers    | Tommi Ahvala |
| 6     | 24 de maig    | Andorra        | La Rabassa    | Jordi Tarrés |
| 7     | 7 de juny     | Txecoslovàquia | Nepomuk       | Jordi Tarrés |
| 8     | 14 de juny    | Polònia        | Stryszow      | Jordi Tarrés |
| 9     | 21 de juny    | Alemanya       | Kiefersfelden | Amós Bilbao  |
| 10    | 5 de juliol   | Itàlia         | Camerino      | Diego Bosis  |
| 11    | 30 d'agost    | Canadà         | Rennie        | Tommi Ahvala |
| 12    | 5 de setembre | Estats Units   | Watkins Glen  | Amós Bilbao  |

Notes
1. ↑  A Enniskerry, comtat de Wicklow
2. ↑  Al Voivodat de la Petita Polònia
3. ↑  A Baviera

## Classificació final
| Posició | Pilot           | Motocicleta | Punts |
| ------- | --------------- | ----------- | ----- |
| 1       | Tommi Ahvala    | Aprilia     | 199   |
| 2       | Jordi Tarrés    | Beta        | 190   |
| 3       | Diego Bosis     | Fantic      | 172   |
| 4       | Amós Bilbao     | Gas Gas     | 151   |
| 5       | Marc Colomer    | Montesa     | 143   |
| 6       | Takumi Narita   | Beta        | 107   |
| 7       | Bruno Camozzi   | Fantic      | 103   |
| 8       | Donato Miglio   | Aprilia     | 103   |
| 9       | Steve Colley    | Beta        | 72    |
| 10      | Thierry Michaud | Aprilia     | 70    |
| 11      | Joan Pons       | Beta        | 56    |